# Verzorgingsplaats Monument
Verzorgingsplaats Monument is een Nederlandse verzorgingsplaats langs de A7 Zaandam – Bad Nieuweschans op de Afsluitdijk en is via beide richtingen te bereiken. Ze behoort tot de gemeente Hollands Kroon.
De verzorgingsplaats is genoemd naar het aldaar gelegen Vlietermonument.
Aan de richting Zaandam–Bad Nieuweschans ligt Lunchroom 't Monument die in 1935 geopend is. Via een voetgangersbrug kunnen de reizigers in tegengestelde richting de lunchroom ook bereiken.
Richting Bad Nieuweschans:
Middelsloot · 
De Koggen · 
Broerdijk · 
Hoge Kwel · 
Monument · 
Breezanddijk · 
Hayum · 
Laerd · 
De Horne · 
De Wâlden · 
Mienscheer · 
Dikke Linde · 
Meedenertol · 
Bunderneuland (D)
Richting Zaandam:
Poort van Groningen · 
Roode Til · 
Veenborg · 
Oude Riet · 
De Vonken · 
Bloksloot · 
Wildinghe · 
Breezanddijk · 
Monument · 
Den Oever · 
De Wierde · 
De Horn · 
Kruisoord